# Anita Garvin
Anita Garvin (New York, 11 febbraio 1907 – Los Angeles, 7 luglio 1994) è stata un'attrice statunitense.

## Biografia
Nata a New York nel 1907, si trasferì in seguito in California, dove nel 1924 iniziò a lavorare per la Christie Film Company. Lavorò in seguito prima per la Educational Pictures e successivamente nel 1926 per il produttore Hal Roach.
Apparve sia in cortometraggi muti che sonori, ed è conosciuta per il suo lavoro assieme a comici come Stan Laurel e Oliver Hardy, e Charley Chase.
Con Hal Roach apparve in alcuni cortometraggi interpretati da Charley Chase, James Finlayson e Max Davidson. Nel 1928 formò un duo assieme all'attrice Marion Byron. Assieme al celebre duo Stanlio e Ollio apparve in un totale di 11 film. La sua ultima apparizione fu nel film Cookoo Cavaliers (1940) con il trio comico the Three Stooges (in Italia conosciuti come I tre marmittoni). Si sposò con un direttore d'orchestra e lasciò la recitazione per dedicarsi alla famiglia.
Morì nel 1994 ed è sepolta nel cimitero della Missione San Fernando a Los Angeles, California.

## Filmografia parziale
- The Last Man on Earth, regia di J.G. Blystone (1924)
- The Sleuth, regia di Joe Rock e Harry Sweet - cortometraggio (1925)
- Raggedy Rose, regia di Richard Wallace (1926)
- Many Scrappy Returns, regia di James Parrott - cortometraggio (1927)
- Perché le ragazze amano i marinai (Why Girls Love Sailors), regia di Fred Guiol - cortometraggio (1927)
- Con amore e fischi (With Love and Hisses), regia di Fred Guiol - cortometraggio (1927)
- Marinai in guardia (Sailors, Beware!), regia di Hal Yates - cortometraggio (1927)
- Hats Off, regia di Hal Yates - cortometraggio (1927) - film perduto
- Pranzo di gala (From Soup to Nuts), regia di Edgar Kennedy - cortometraggio (1928)
- Fandango, regia di Henry W. George (Lupino Lane) - cortometraggio (1928)
- Una bella serata (Their Purple Moment), regia di James Parrott - cortometraggio (1928)
- Roaming Romeo, regia di Henry W. George (Lupino Lane) - cortometraggio (1928)
- Imagine My Embarrassment, regia di Hal Yates - cortometraggio (1928)
- L'incrociatore Lafayette (Night Watch), regia di Alexander Korda (1928)
- That Night, regia di Arch Heath e Leo McCarey - cortometraggio (1928)
- Feed 'em and Weep, regia di Fred Guiol - cortometraggio (1928)
- Sally, regia di John Francis Dillon (1929) - non accreditata
- L'affare Manderson (Trent's Last Case), regia di Howard Hawks (1929)
- Il giustiziere (The Charlatan), regia di George Melford (1929)
- La sbornia (Blotto), regia di James Parrott - cortometraggio (1930)
- La bugia (Be Big!), regia di James W. Horne - cortometraggio (1931)
- Los calaveras, regia di James Parrott e James W. Horne (1931)
- His Silent Racket, regia di Charley Chase - cortometraggio (1933)
- Noi e... la gonna (Swiss Miss), regia di John G. Blystone (1938)
- Noi siamo le colonne (A Chump at Oxford), regia di Alfred J. Goulding (1940)